# DFS Classic 1998
Il DFS Classic 1998  è stato un torneo di tennis giocato sull'erba.
È stata la 17ª edizione del DFS Classic, che fa parte della categoria Tier III nell'ambito del WTA Tour 1998.
Si è giocato al Edgbaston Priory Club a Birmingham in Inghilterra, dall'8 al 14 giugno 1998.

## Campionesse

### Singolare
- Finale del singolare cancellata per pioggia

### Doppio
Els Callens /  Julie Halard-Decugis hanno battuto in finale  Lisa Raymond /  Rennae Stubbs con il punteggio di 2–6, 6–4, 6–4